# Amber Midthunder
Amber Midthunder (Shiprock, 26 april 1997) is een Amerikaans actrice. Ze speelde in diverse films en series, waaronder Prey, The Orginals en Avatar: The Last Airbender.

## Carrière
Midthunder maakte in 2001 haar acteerdebuut in de film The Homecoming of Jimmy Whitecloud. Hierna volgde meerdere filmrollen, waaronder in Sunshine Cleaning, Swing Vote en Not Forgotten, voordat zij in juni 2012 haar debuut maakte als televisieactrice in de serie Longmire. Vervolgens was ze te zien in meerdere televisieseries, waaronder The Originals, Legion en Reservation Dogs.
In het voorjaar van 2024 vertolkte ze de rol van prinses Yue in de Netflix-serie Avatar: The Last Airbender. In 2025 vertolkte ze belangrijke rollen in de bioscoopfilms Opus en Novocaine.

## Filmografie

### Film
- 2001: The Homecoming of Jimmy Whitecloud, als klein meisje
- 2002: Deadly Species, als Calusa Tribe
- 2004: Reservation Warparties, als zusje
- 2008: Sunshine Cleaning, als snoepwinkel meisje
- 2008: Swing Vote, als studente
- 2009: Not Forgotten, als jonge Amaya Bishop
- 2013: #nightslikethese, als Rowan (kortfilm, ook co-regie)
- 2014: Drunktown's Finest, als model
- 2015: Spare Parts, als Nikki
- 2015: Bare, als Malya
- 2016: Hell or High Water, als Nicole Martinez (Vernon Teller)
- 2016: Priceless, als Maria
- 2018: 14 Cameras, als Danielle
- 2019: Only Mine, als Julie Dillon
- 2019: She's Missing, als Honey
- 2020: Centurion: The Dancing Stallion, als Elissa Hall
- 2021: The Marksman, als pompbediende
- 2021: The Ice Road, als Tantoo
- 2021: The Wheel, als Albee
- 2022: Prey, als Naru
- 2023: Dream Scenario, als Haley
- 2023: Centurion XII, als Ellissia Hall
- 2024: Rez Ball, als Dezbah Weaver
- 2025: Opus, als Belle
- 2025: Novocaine, als Sherry Margrave

### Televisie
- 2012-2014: Longmire, als Lilly Stillwater
- 2014: Banshee, als Lana Clearly
- 2015: Dig, als Starlet
- 2016: The Originals, als Kayla
- 2017-2019: Legion, als Kerry Loudermilk
- 2018: The Misadventures of Psyche & Me, als Lizzie
- 2019-2022: Roswell, New Mexico, als Rosa Ortecho
- 2021: Long Gone Gulch, als BW
- 2022: Reservation Dogs, als MissMa8riarch
- 2024: Avatar: The Last Airbender, als prinses Yue